# Gérard Ménatory
Gérard Ménatory est un journaliste, naturaliste et résistant français né le 3 décembre 1921 à Alès et mort le 5 août 1998 à Balsièges.
Il est le fondateur du parc à loups du Gévaudan situé à Sainte-Lucie en Lozère, parc zoologique où une centaine de loups vivent en semi-liberté.

## Biographie
Gérard Ménatory est né le 3 décembre 1921 à Alès.
En 1942, pendant la Seconde Guerre mondiale, il entre dans la Résistance sous le pseudonyme de "Tito" et crée, avec d'autres jeunes cévenols prêts à en découdre les armes à la main, le très courageux groupe : " Le Maquis du Serre".
Il est arrêté en 1944 et enfermé dans un sous-camp disciplinaire du camp de Mauthausen, en qualité de "résistant dangereux". Il en sort en mai 1945 pesant 35 kg pour 1,70 m.
Il est connu pour son combat pour la protection animale à travers la planète et notamment celle du loup ,,
Journaliste de profession au Midi libre, il a publié de nombreux recueils sur le loup et ses travaux sur cet animal sont encore utilisés.
En 1959, il s'installe en Lozère où il crée le parc à loups du Gévaudan. Il fait don de ce parc à la Lozère, tout en continuant à y travailler et à y attirer, grâce à sa notoriété, des centaines de milliers de visiteurs venus du monde entier. Il fut un mécène pour la Lozère, le département de France dont la population est la plus faible.
La Fondation de l'actrice Brigitte Bardot, son amie personnelle, a fait don au parc, grâce à leur relation, de 80 loups de Mongolie, qui furent ainsi sauvés.
En 1996, est réalisé par Bruno Vienne, neveu de Gérard Vienne (réalisateur du Peuple Singe, film documentaire nommé aux Oscars 1989), un documentaire intitulé Frère Loup, autour des travaux de Gérard Ménatory tourné au Parc du Gévaudan.
Il décède le 5 août 1998 à Balsièges.

## Ouvrages
- Abbé Pourcher (préf. Gérard Ménatory), La Bête du Gévaudan : Histoire, légende, réalité, 1976 (réimpr. 1996), 1040 p. (OCLC 490241264)
- Gérard Ménatory, L'Aigle royal, Lausanne, Payot, coll. « comment vivent-ils » (no 4), 1989, 62 p. (ISBN 978-2-601-02204-9, OCLC 30116046)
- Gérard Ménatory, La vie des loups : du mythe à la réalité, Paris, Stock, coll. « Nature. », 1990 (1re éd. 1969), 333 p. (ISBN 978-2-234-02267-6, OCLC 716530346)
- Gérard Ménatory, Le loup : du mythe à la réalité, Stock, 1987, 248 p. (OCLC 462160789, BNF 34987714)
- Gérard Ménatory, Les loups, Lausanne, Payot, coll. « Comment vivent-ils? », 1991 (ISBN 978-2-601-02225-4, OCLC 715705305)